# László Székelyhidi

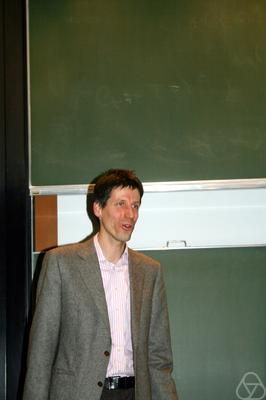
László Székelyhidi

László Székelyhidi Jr. (* 17. April 1977 in Debrecen) ist ein ungarischer Mathematiker, der sich mit partiellen Differentialgleichungen und Variationsrechnung beschäftigt. Er ist Direktor am Max-Planck-Institut für Mathematik in den Naturwissenschaften in Leipzig.
Székelyhidi ist der Sohn eines Mathematikers und einer Mathematikerin und auch sein Bruder Gábor Székelyhidi ist Mathematiker. Da sein Vater zeitweise Gastdozent in Hamburg und Kuwait war, ging er auch dort zur Schule. Er spielt Geige und schwankte anfangs in der Berufswahl zwischen Musik und Mathematik. Er studierte Mathematik an der Universität Oxford, an der er 2000 den Gibbs-Preis erhielt, und promovierte 2003 am Max-Planck-Institut für Mathematik in den Naturwissenschaften in Leipzig bei Stefan Müller mit seiner Dissertation "Elliptic Regularity versus Rank-one Convexity". Danach war er als Postdoc in Princeton, am Max-Planck-Institut für Mathematik in den Naturwissenschaften und an der ETH Zürich. Von 2005 bis 2007 war er Dozent (Heinz Hopf Lecturer) an der ETH Zürich, 2007–2011 Professor an der Universität Bonn und seit 2011 Professor an der Universität Leipzig. Seit 2022 ist er Direktor am Max-Planck-Institut für Mathematik in den Naturwissenschaften in Leipzig. 

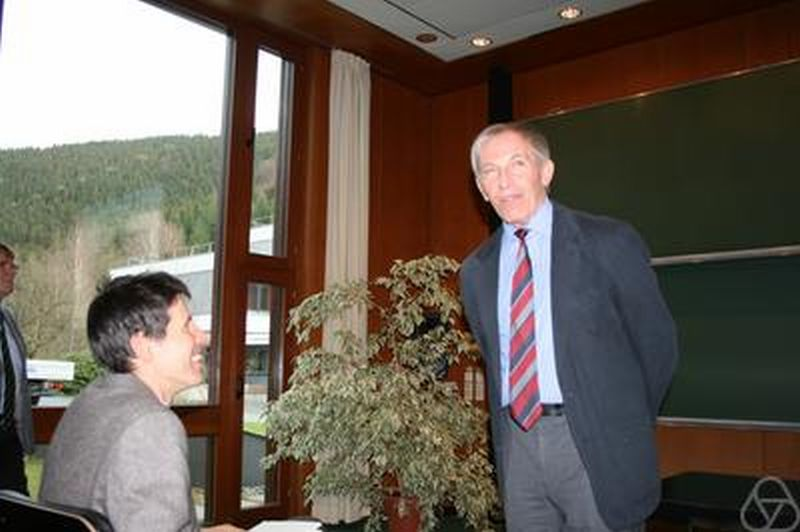
Mit Manfred Feilmeier, Oberwolfach, 2011

Er vereinfachte mit Camillo De Lellis den Beweis des Scheffer-Shnirelman-Paradoxons (nach Vladimir Scheffer 1993, Alexander Shnirelman 1997)  der zweidimensionalen Euler-Gleichungen inkompressibler idealer Flüssigkeiten (ohne äußere Kräfte). Es besagt, dass mathematische Lösungen existieren, die sich plötzlich ohne äußere Anregung aus einem Zustand der Ruhe zu turbulentem Verhalten hochschaukeln können, entgegen aller physikalischer Erfahrung (sie verletzen den Energieerhaltungssatz). Dafür konstruierten sie schwache Lösungen der Eulergleichungen mit einer neuen Methode konvexer Integration, aufbauend auf älteren Arbeiten von John Forbes Nash Jr. und Nicolaas Kuiper aus der Mitte der 1950er Jahre über isometrische Einbettungen.
Seit 2008 ist er Mitglied der Jungen Akademie an der Berlin-Brandenburgischen Akademie der Wissenschaften und der Deutschen Akademie der Naturforscher Leopoldina. 2019 wurde László Székelyhidi in der Sektion Mathematik als Mitglied in die Nationale Akademie der Wissenschaften Leopoldina aufgenommen.
2011 erhielt er mit Nicola Gigli den Oberwolfach-Preis. 2014 war er Eingeladener Sprecher auf dem ICM in Seoul (The h-principle and turbulence). Er erhielt 2011 einen ERC Starting Grant und 2017 einen ERC Consolidator Grant und 2018 den Gottfried-Wilhelm-Leibniz-Preis. 2019 hält er eine Gauß-Vorlesung.
Zu seinen Doktoranden gehört Tristan Buckmaster.

## Schriften (Auswahl)
- The regularity of critical points of polyconvex functionals. Arch. Ration. Mech. Anal. 172 (2004), no. 1, 133–152.
- mit de Lellis: The Euler equations as a differential inclusion. Ann. of Math. (2) 170 (2009), no. 3, 1417–1436.
- mit de Lellis: Dissipative continuous Euler flows. Invent. Math. 193 (2013), no. 2, 377–407.
- mit de Lellis: On turbulence and geometry from Nash to Onsager, Notices AMS, Mai 2019